# 이그제큐티브 프로듀서
이그제큐티브 프로듀서(EP, Executive producer) 또는 제작책임자는 음악, 영화, 만화, 방송, 스토리텔링 따위에서 제작의 모든 총관리를 책임지는 사람이다. 특히 음악분야의 프로듀서라고 함은, 작사, 작곡, 편곡, 연주, 컨셉 등 음반(음악)제작의 전반적인 모든 관리과 책임지는 사람을 말한다. 연출가와도 비슷하다. 방송분야의 프로듀서는 프로그램을 연출하는 사람이다. 영화와 만화분야는 비즈니스의 총책임자를 뜻한다. SBS 방송사의 드라마본부에서는 책임 프로듀서를 드라마 CP라 부르지 않고 드라마 EP라는 직책으로 불린다.

## 같이 보기
- 영화 프로듀서
- 쇼러너